# Sal Salvador
Sal Salvador, nom d'artiste de Silvio Smiraglia, né le 21 novembre 1925 à Monson (Massachusetts), mort le 22 septembre 1999 à Stamford (Connecticut) est un guitariste de jazz américain.

## Carrière
Après avoir écouté Charlie Christian il choisit la guitare électrique et prend des cours avec Oscar Moore, Hy White et Eddie Smith. Il débute en 1945 avec des orchestres de Springfield et en 1951 est engagé au Radio city music hall à New York. Il joue avec Terry Gibbs, Eddie Bert et the Dardanelles. Il forme ensuite un quartette avec Mundell Lowe, travaille en studio pour accompagner les chanteurs Tony Bennett, Julie London, Rosemary Clooney et Marlène Dietrich. Il entre dans l'orchestre de Stan Kenton en 1952 puis en 1954 dirige un quartette avec Eddie Costa au piano. Il se produit au Newport Jazz Festival en 1958 puis fonde un orchestre Colors in sound. Il part pour la côte Est et joue avec Allen Hanlon. Il est filmé jouant avec Sonny Stitt dans le film Jazz on the summer's day, documentaire sur le festival de Newport.

## Discographie partielle

### comme leader
- 1954 : Kenton Presents Jazz : Sal Salvador, Capitol Records, 25 cm, H-6505
- 1954 : Sal Salvador Quintet, Blue Note Records, 25 cm, BLP 5035
- 1957 : Shades Of Sal Salvador, Bethlehem Records, BCP-39
- 1957 : Tribute To The Greats, Bethlehem Records, BCP-74

### comme sideman
- 1956 : Frank Socolow's Sextet : Sounds By Socolow, Bethlehem Records BCP-70

### Source
André Clergeat Philippe Carles Dictionnaire du jazz Bouquins/Laffont 1990 p.900